# NRW-Ligapokal der Junioren
Der NRW-Ligapokal der Junioren war ein vom WDFV organisierter Pokalwettbewerb. Teilnahmeberechtigt waren alle Mannschaften der West-Staffeln der A- und B-Junioren-Bundesliga 2021/22. Er wurde am 5. August (A-Junioren) bzw. am 6. August 2021 (B-Junioren) eröffnet. Den Pokal der A-Junioren gewann Borussia Dortmund, der FC Schalke 04 wurde Sieger bei den B-Junioren.

## Hintergrund
Nachdem sowohl die Saison 2020/21 der A- wie auch der B-Junioren-Bundesliga aufgrund der COVID-19-Pandemie nach einer Entscheidung des DFB vom 23. April 2021 vorzeitig für beendet erklärt und nicht gewertet wurde, veränderte sich das Teilnehmerfeld der jeweiligen West-Staffeln im Gegensatz zu den anderen beiden Staffeln pro Liga nicht. Da die beiden Weststaffeln infolgedessen die jeweils geringste Teilnehmerstärke aufwiesen und auch erst rund einen Monat später in die aus einer Einfachrunde bestehende Spielzeit starteten, rief der WDFV einen Ligapokal ins Leben, um den Teams bereits vorab Spielpraxis unter Wettkampfbedingungen zu ermöglichen. Der Wuppertaler SV nahm als einziger Verein an keinem der beiden Pokale teil.

## Modus
Gespielt wurde in jeweils vier Gruppen zu je vier Mannschaften nach dem Modus „Jeder gegen jeden“, was drei Partien pro Mannschaft ergab. Die vier Gruppensieger zogen ins Halbfinale ein, in welchem die beiden Endspielteilnehmer ermittelt wurden.

## Pokal der A-Junioren

### Gruppe 1

#### Tabelle
| Pl.             | Verein            | Sp. | S | U | N | Tore    | Diff. | Punkte |
| --------------- | ----------------- | --- | - | - | - | ------- | ----- | ------ |
| 1.              | FC Schalke 04     | 3   | 3 | 0 | 0 | 010:300 | +7    | 09     |
| 2.              | MSV Duisburg      | 3   | 2 | 0 | 1 | 009:500 | +4    | 06     |
| 3.              | Arminia Bielefeld | 3   | 1 | 0 | 2 | 004:500 | −1    | 03     |
| 4.              | SC Fortuna Köln   | 3   | 0 | 0 | 3 | 004:100 | −6    | 0      |
| Stand: Endstand |                   |     |   |   |   |         |       |        |

#### Kreuztabelle
| Gruppe 1          | FC Schalke 04 | Arminia Bielefeld | MSV Duisburg | SC Fortuna Köln |
| FC Schalke 04     |               | 4:1               | –            | 4:1             |
| Arminia Bielefeld | –             |                   | 0:3          | –               |
| MSV Duisburg      | 1:2           | –                 |              | 5:3             |
| SC Fortuna Köln   | –             | 0:1               | –            |                 |

### Gruppe 2

#### Tabelle
| Pl.             | Verein                   | Sp. | S | U | N | Tore    | Diff. | Punkte |
| --------------- | ------------------------ | --- | - | - | - | ------- | ----- | ------ |
| 1.              | 1. FC Köln               | 3   | 3 | 0 | 0 | 012:200 | +10   | 09     |
| 2.              | Borussia Mönchengladbach | 3   | 2 | 0 | 1 | 004:300 | +1    | 06     |
| 3.              | SC Paderborn 07          | 3   | 1 | 0 | 2 | 007:600 | +1    | 03     |
| 4.              | Rot-Weiß Oberhausen      | 3   | 0 | 0 | 3 | 000:120 | −12   | 0      |
| Stand: Endstand |                          |     |   |   |   |         |       |        |

#### Kreuztabelle
| Gruppe 2                 | 1. FC Köln | Rot-Weiß Oberhausen | Borussia Mönchengladbach | SC Paderborn 07 |
| 1. FC Köln               |            | 6:0                 | –                        | 4:1             |
| Rot-Weiß Oberhausen      | –          |                     | –                        | –               |
| Borussia Mönchengladbach | 1:2        | 1:0                 |                          | –               |
| SC Paderborn 07          | –          | 5:0                 | 1:2                      |                 |

### Gruppe 3

#### Tabelle
| Pl.             | Verein              | Sp. | S | U | N | Tore    | Diff. | Punkte |
| --------------- | ------------------- | --- | - | - | - | ------- | ----- | ------ |
| 1.              | Borussia Dortmund   | 3   | 3 | 0 | 0 | 017:400 | +13   | 09     |
| 2.              | Bayer 04 Leverkusen | 3   | 2 | 0 | 1 | 014:700 | +7    | 06     |
| 3.              | Preußen Münster     | 3   | 1 | 0 | 2 | 006:110 | −5    | 03     |
| 4.              | Alemannia Aachen    | 3   | 0 | 0 | 3 | 001:160 | −15   | 0      |
| Stand: Endstand |                     |     |   |   |   |         |       |        |

#### Kreuztabelle
| Gruppe 3            | Borussia Dortmund | Preußen Münster | Bayer 04 Leverkusen | Alemannia Aachen |
| Borussia Dortmund   |                   | 4:1             | –                   | 8:0              |
| Preußen Münster     | –                 |                 | –                   | 3:1              |
| Bayer 04 Leverkusen | 3:5               | 6:2             |                     | 5:0              |
| Alemannia Aachen    | –                 | –               | –                   |                  |

### Gruppe 4

#### Tabelle
| Pl.             | Verein             | Sp. | S | U | N | Tore    | Diff. | Punkte |
| --------------- | ------------------ | --- | - | - | - | ------- | ----- | ------ |
| 1.              | Rot-Weiss Essen    | 3   | 3 | 0 | 0 | 006:100 | +5    | 09     |
| 2.              | VfL Bochum         | 3   | 2 | 0 | 1 | 004:200 | +2    | 06     |
| 3.              | Fortuna Düsseldorf | 3   | 1 | 0 | 2 | 004:600 | −2    | 03     |
| 4.              | FC Viktoria Köln   | 3   | 0 | 0 | 3 | 001:600 | −5    | 0      |
| Stand: Endstand |                    |     |   |   |   |         |       |        |

#### Kreuztabelle
| Gruppe 4           | VfL Bochum | Fortuna Düsseldorf | Rot-Weiss Essen | SC Fortuna Köln |
| VfL Bochum         |            | 2:0                | 0:1             | 2:1             |
| Fortuna Düsseldorf | –          |                    | –               | –               |
| Rot-Weiss Essen    | –          | 4:1                |                 | –               |
| FC Viktoria Köln   | –          | 0:3                | 0:1             |                 |

### Halbfinale
| Datum                       |                 | Ergebnis |                   |
| --------------------------- | --------------- | -------- | ----------------- |
| 10. Oktober 2021, 11:00 Uhr | 1. FC Köln      | 1:2      | FC Schalke 04     |
| 10. Oktober 2021, 11:00 Uhr | Rot-Weiss Essen | 0:2      | Borussia Dortmund |

### Finale
| FC Schalke 04                                                 | FC Schalke 04 | Borussia Dortmund | Borussia Dortmund |
| ------------------------------------------------------------- | --- | --- | ----------------- |
| FC Schalke 04                                                 | \| 20. November 2021 um 11:00 Uhr in Gelsenkirchen (Parkstadion) \| \| Ergebnis: 0:2 (0:2) \| \| Zuschauer: 500 \| \| Schiedsrichter: Lars Bramkamp \| \| Spielbericht \| | \| 20. November 2021 um 11:00 Uhr in Gelsenkirchen (Parkstadion) \| \| Ergebnis: 0:2 (0:2) \| \| Zuschauer: 500 \| \| Schiedsrichter: Lars Bramkamp \| \| Spielbericht \| | Borussia Dortmund |
| FC Schalke 04                                                 | Justin Treichel – Luca Campanile ( 46. Semin Kojić), Arbnor Aliu , Leo Weichert ( 46. Ardy Mfundu), Ngufor Anubodem ( 81. Mateusz Lipp) – Louis Köster ( 46. Evan Rotundo), Bogdan Schubin, Mattes Hansen – Emmanuel Gyamfi ( 33. Gideon Guzy), Keke Topp ( 46. Yannick Tonye), Sidi Sané Cheftrainer: Norbert Elgert | Silas Ostrzinski – Tom Rothe ( 46. Niclas Dühring), Jonah Husseck, Colin Kleine-Bekel , Noah Mrosek ( 42. Faroukou Cissé) – Abdoulaye Kamara, Vasco Walz, Abu-Bekir El-Zein ( 82. Michel Ludwig), Jamie Bynoe-Gittens ( 46. Ayukayoh Mengot) – Isaak Nwachukwu ( 79. Tekin Gençoğlu), Julian Rijkhoff Cheftrainer: Mike Tullberg | Borussia Dortmund |
| FC Schalke 04                                                 | 0:1 Rijkhoff (10.) 0:2 Rijkhoff (45.) | | Borussia Dortmund |
| FC Schalke 04                                                 | Nwachukwu (44.) | | Borussia Dortmund |
| 20. November 2021 um 11:00 Uhr in Gelsenkirchen (Parkstadion) | | |                   |
| Ergebnis: 0:2 (0:2)                                           | | |                   |
| Zuschauer: 500                                                | | |                   |
| Schiedsrichter: Lars Bramkamp                                 | | |                   |
| Spielbericht                                                  | | |                   |

### Torschützenliste
| Pl.             | Spieler           | Mannschaft          | Tore |
| --------------- | ----------------- | ------------------- | ---- |
| 1.              | Bradley Fink      | Borussia Dortmund   | 9    |
| 2.              | Julian Rijkhoff   | Borussia Dortmund   | 5    |
| 3.              | Zidan Sertdemir   | Bayer 04 Leverkusen | 4    |
| 4.              | Ali Barak         | Bayer 04 Leverkusen | 3    |
| 4.              | Mateo Biondić     | SC Paderborn 07     | 3    |
| 4.              | Simon Breuer      | 1. FC Köln          | 3    |
| 4.              | Emrehan Gedikli   | Bayer 04 Leverkusen | 3    |
| 4.              | Julian Hettwer    | MSV Duisburg        | 3    |
| 4.              | Soufian Kaba      | Preußen Münster     | 3    |
| 4.              | Maximilian Schmid | 1. FC Köln          | 3    |
| Stand: Endstand |                   |                     |      |

## Pokal der B-Junioren

### Gruppe 1

#### Tabelle
| Pl.             | Verein            | Sp. | S | U | N | Tore    | Diff. | Punkte |
| --------------- | ----------------- | --- | - | - | - | ------- | ----- | ------ |
| 1.              | Borussia Dortmund | 3   | 3 | 0 | 0 | 012:100 | +11   | 09     |
| 2.              | 1. FC Köln        | 3   | 2 | 0 | 1 | 010:400 | +6    | 06     |
| 3.              | Rot-Weiss Essen   | 3   | 1 | 0 | 2 | 005:110 | −6    | 03     |
| 4.              | SV Lippstadt 08   | 3   | 0 | 0 | 3 | 002:130 | −11   | 0      |
| Stand: Endstand |                   |     |   |   |   |         |       |        |

#### Kreuztabelle
| Gruppe 1          | Borussia Dortmund | 1. FC Köln | Rot-Weiss Essen | SV Lippstadt 08 |
| Borussia Dortmund |                   | –          | 5:1             | 5:0             |
| 1. FC Köln        | 0:2               |            | 5:1             | 5:1             |
| Rot-Weiss Essen   | –                 | –          |                 | –               |
| SV Lippstadt 08   | –                 | –          | 1:3             |                 |

### Gruppe 2

#### Tabelle
| Pl.             | Verein              | Sp. | S | U | N | Tore    | Diff. | Punkte |
| --------------- | ------------------- | --- | - | - | - | ------- | ----- | ------ |
| 1.              | Preußen Münster     | 3   | 2 | 1 | 0 | 012:400 | +8    | 07     |
| 2.              | Bayer 04 Leverkusen | 3   | 1 | 2 | 0 | 006:200 | +4    | 05     |
| 3.              | Fortuna Düsseldorf  | 3   | 1 | 1 | 1 | 012:600 | +6    | 04     |
| 4.              | Alemannia Aachen    | 3   | 0 | 0 | 3 | 003:210 | −18   | 0      |
| Stand: Endstand |                     |     |   |   |   |         |       |        |

#### Kreuztabelle
| Gruppe 2            | Preußen Münster | Bayer 04 Leverkusen | Fortuna Düsseldorf | Alemannia Aachen |
| Preußen Münster     |                 | 1:1                 | 3:2                | –                |
| Bayer 04 Leverkusen | –               |                     | –                  | 4:0              |
| Fortuna Düsseldorf  | –               | 1:1                 |                    | 9:2              |
| Alemannia Aachen    | 1:8             | –                   | –                  |                  |

### Gruppe 3

#### Tabelle
| Pl.             | Verein                   | Sp. | S | U | N | Tore    | Diff. | Punkte |
| --------------- | ------------------------ | --- | - | - | - | ------- | ----- | ------ |
| 1.              | FC Schalke 04            | 3   | 3 | 0 | 0 | 012:100 | +11   | 09     |
| 2.              | SC Paderborn 07          | 3   | 1 | 1 | 1 | 007:600 | +1    | 04     |
| 3.              | Borussia Mönchengladbach | 3   | 1 | 1 | 1 | 003:500 | −2    | 04     |
| 4.              | SC Fortuna Köln          | 3   | 0 | 0 | 3 | 001:110 | −10   | 0      |
| Stand: Endstand |                          |     |   |   |   |         |       |        |

#### Kreuztabelle
| Gruppe 3                 | Borussia Mönchengladbach | SC Fortuna Köln | FC Schalke 04 | SC Paderborn 07 |
| Borussia Mönchengladbach |                          | –               | 1:0           | 2:2             |
| SC Fortuna Köln          | –                        |                 | 0:6           | –               |
| FC Schalke 04            | 3:0                      | –               |               | –               |
| SC Paderborn 07          | –                        | 4:1             | 1:3           |                 |

### Gruppe 4

#### Tabelle
| Pl.             | Verein            | Sp. | S | U | N | Tore    | Diff. | Punkte |
| --------------- | ----------------- | --- | - | - | - | ------- | ----- | ------ |
| 1.              | VfL Bochum        | 3   | 3 | 0 | 0 | 011:400 | +7    | 09     |
| 2.              | Arminia Bielefeld | 3   | 2 | 0 | 1 | 008:300 | +5    | 06     |
| 3.              | FC Hennef 05      | 3   | 0 | 1 | 2 | 004:900 | −5    | 01     |
| 4.              | SG Unterrath      | 3   | 0 | 1 | 2 | 004:110 | −7    | 01     |
| Stand: Endstand |                   |     |   |   |   |         |       |        |

#### Kreuztabelle
| Gruppe 4          | SG Unterrath | VfL Bochum | FC Hennef 05 |     |
| SG Unterrath      |              | –          | –            | 0:3 |
| VfL Bochum        | 5:1          |            | 3:1          | 3:2 |
| FC Hennef 05      | 3:3          | –          |              | 0:3 |
| Arminia Bielefeld | –            | –          | –            |     |

### Halbfinale
| Datum                      |                   | Ergebnis |                 |
| -------------------------- | ----------------- | -------- | --------------- |
| 29. August 2021, 11:00 Uhr | Borussia Dortmund | 5:2      | Preußen Münster |
| 29. August 2021, 11:00 Uhr | FC Schalke 04     | 4:0      | VfL Bochum      |

### Finale
| Borussia Dortmund                                                         | Borussia Dortmund | FC Schalke 04 | FC Schalke 04 |
| ------------------------------------------------------------------------- | --- | --- | ------------- |
| Borussia Dortmund                                                         | \| 4. September 2021 um 11:00 Uhr in Dortmund (BVB-Fußballpark Hohenbuschei) \| \| Ergebnis: 1:2 (0:2) \| \| Zuschauer: keine \| \| Schiedsrichter: Jonas Fischbach \| \| Spielbericht \|                                                                 | \| 4. September 2021 um 11:00 Uhr in Dortmund (BVB-Fußballpark Hohenbuschei) \| \| Ergebnis: 1:2 (0:2) \| \| Zuschauer: keine \| \| Schiedsrichter: Jonas Fischbach \| \| Spielbericht \|                                                 | FC Schalke 04 |
| Borussia Dortmund                                                         | Marlon Zacharias – Nico Adamczyk, Elias Benkara, Mats Feckler ( 75. Jakob Zickler), Mats Brune – Venis Uka ( 47. Alex Niziolek), Sven Meyer, Noel Werner – Marlon Ubani, Bismark Quayson ( 70. Reber Babir), Paris Brunner Cheftrainer: Sebastian Geppert | Faaris Yusufu – Julius Rüger ( 67. Lein Tairi), Armend Likaj, Taylan Bulut, Philip Buczkowski – Vitalie Becker, Niklas Barthel, Nedzhib Hadzha – Max Grüger, Enes Rüzgar ( 77. Noah Mutanda Kasongo), Niklas Dörr Cheftrainer: Onur Çinel | FC Schalke 04 |
| Borussia Dortmund                                                         | 1:2 Ubani (57., Foulfelfmeter) | 0:1 Buczkowski (14.) 0:2 Likaj (40., Foulfelfmeter) | FC Schalke 04 |
| Borussia Dortmund                                                         | Rüger (41.), Likaj (50.) | | FC Schalke 04 |
| Borussia Dortmund                                                         | Likaj (50.) | | FC Schalke 04 |
| 4. September 2021 um 11:00 Uhr in Dortmund (BVB-Fußballpark Hohenbuschei) | | |               |
| Ergebnis: 1:2 (0:2)                                                       | | |               |
| Zuschauer: keine                                                          | | |               |
| Schiedsrichter: Jonas Fischbach                                           | | |               |
| Spielbericht                                                              | | |               |